# وقف
وقف سنتی کهن و جهانی به معنی بخشش پول یا ملک به شخص یا موسسه غیر انتفاعی است که منافع مترتبه این بخشش را به مصرف خاصی برساند. جمع این واژه «اوقاف» است و به مال و زمین وقف شده، «موقوفه» و به شخصی که وقف کند «واقف» گفته می‌شود.

## وقف و پول شویی
وقف نیز می‌تواند برای کارهای نامشروع مورد استفاده قرار گیرد (حقیقی یا حقوقی). به عنوان مثال، در برخی موارد افراد برای فرار از مالیات بر‌ درآمد که معمولا همراه با منافع ثانویه‌ای همچون اعتبار عمومی است، شروع به بخشش پول یا ملک خود می‌نمایند. این شیوه وقف نوعی از پول‌شویی است که در‌حال حاضر در کشور‌های مختلف به‌خصوص کشورهای اسلامی که سیستم‌های مالیاتی و ردگیر‌های مالی آن‌ها نا‌کارامد است رواج پیدا کرده است. این نوع وقت در‌‌حال حاضر بیشترین نوع وقف غیر شرعی است که بنیان اجتماع را هدف قرار داده است .

## تاریخچه وقف در جهان

### پیشینه در روم باستان
در روم باستان اولین کرسی فلسفه توسط مارکوس آئورلیوس پادشاه روم وقف گردید. وی برای هر یک از مکاتب فلسفی وقت یک کرسی مستقل ایجاد کرد.

### پیشینه وقف در کالج و دانشگاه
سنت تاریخی وقف از سال ۱۵۰۵ میلادی با تاسیس کالج مسیح دانشگاه کمبریج (به انگلیسی: Christ's College, Cambridge) توسط (لیدی) مارگارت بیوفورت (۱۴۴۳–۱۵۰۹ میلادی)، مادر هنری هفتم پادشاه انگستان، در دانشگاه‌های امروزی پذیرفته شده است.
کرسی استادی موقوفه (به انگلیسی: Endowed professorship) به جایگاهی گفته می‌شود که حقوق دائمی معینی را از محل وقفی که اختصاصا بدان منظور انجام شده است دریافت دارد. همچنین بورسیه یا عضویت موقوفه (به انگلیسی: Endowed scholarship/fellowship) به کمک هزینه‌ای گفته می‌شود که از محل وقفی که اختصاصا بدان منظور انجام شده است پرداخت شود. پرداخت‌ها از محل درآمد حاصل از صندوق سرمایه گذاری وقفی (به انگلیسی: Endowment Fund) که طبق نظر واقف عمل می‌نماید پرداخت می‌شود.

## وقف در اسلام

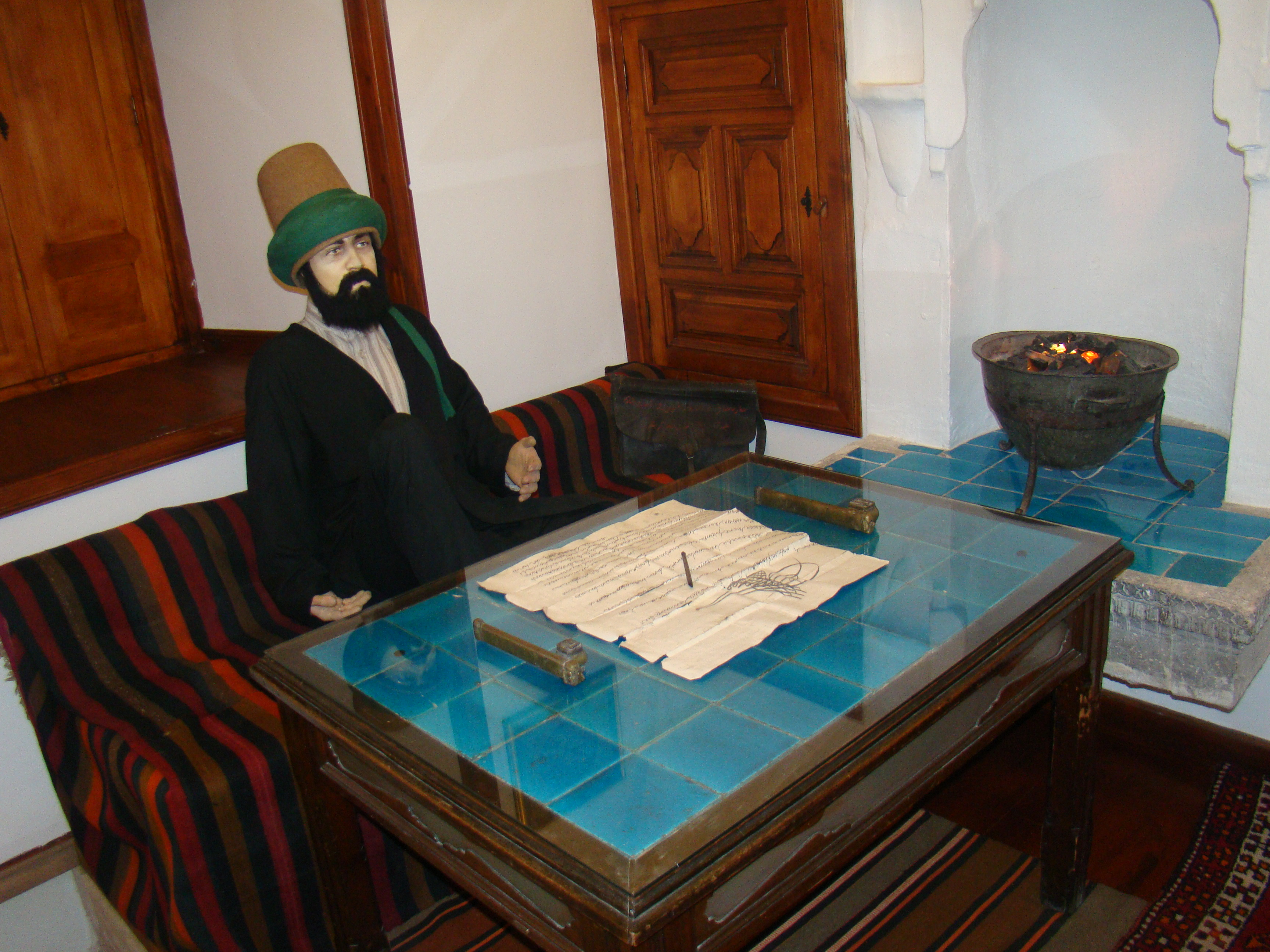
اتاق بازسازی شده تحریر وقف‌نامه‌ها در موزه مولوی در قونیه

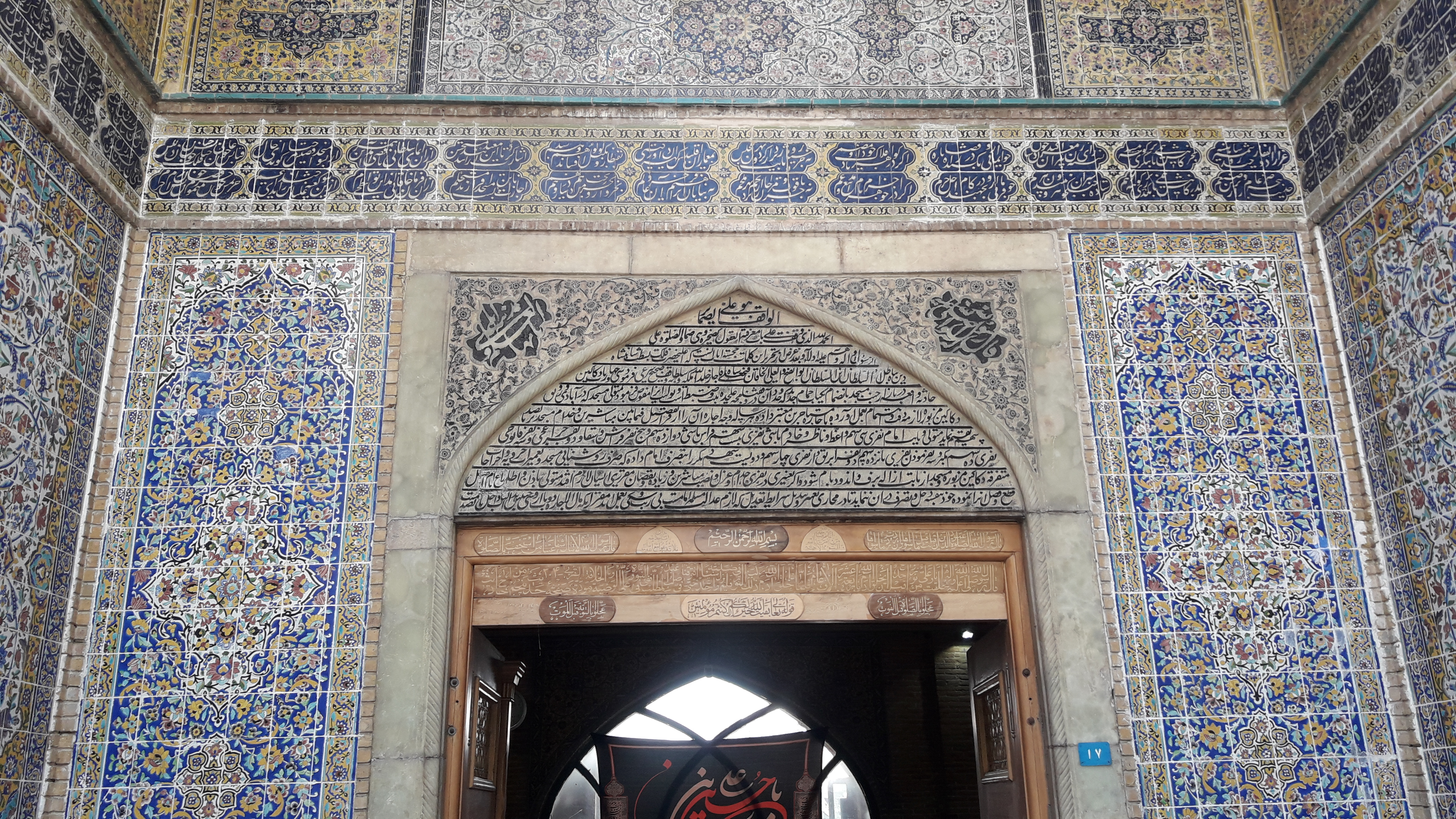
وقفنامه مسجد شاه بازار تهران

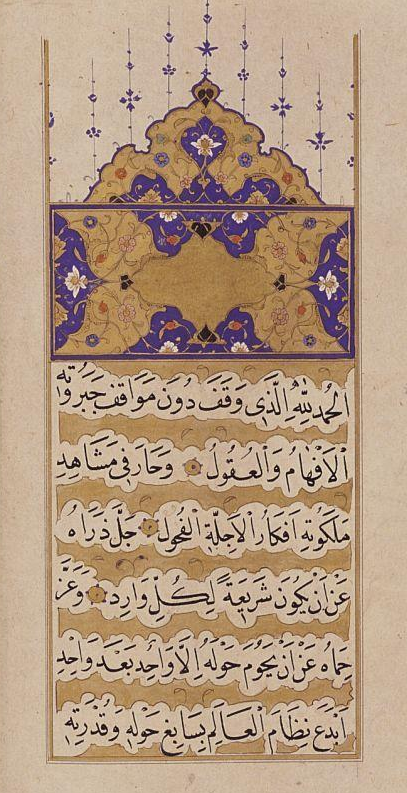
صفحه نخست یک وقف‌نامه

وقف از جمله عقود معینی است که در فقه اهل سنت و امامیه از اعتبار خاصی برخوردار است. یکی از خصوصیات انسان مؤمن تخصیص دادن قسمتی از مالش برای نیازمندان است «و فی اموالهم حق معلوم* للسائل والمحروم». یکی از بهترین نوع تخصیص مال، وقف است که انسان مؤمن قسمتی از مالش را در جهت رفع مشکل موسسه‌های خدمات رسانی به اجتماع و نیازمندان وقف می‌کند که دائماً صرف آن شود.
ضمن اینکه این سنت حسنه که از پیامبر اسلام و ائمه  برای ما به یادگار مانده، از عوامل اثرگذار شکوفایی تمدن و پیشرفت در عرصه‌های گوناگون جوامع اسلامی است؛در اسلام، سیره پیامبر خدا  در وقف و سفارش ایشان به دیگران، سبب توجه مسلمانان به این کار شایسته شد.
ضمنا چیزی نگذشت که سنت وقف در میان مسلمانان رایج شد و سرچشمه تأثیرات شگرف در عرصه فرهنگ و تمدن اسلامی گردید. به‌ویژه در حوزه توسعه آموزش و نیز گسترش فعالیت‌های اجتماعی و فرهنگی، نقشی برجسته ایفا کرد؛ به همین دلیل، نظر فقیهان را به خود جذب نمود.

### وقف در قرآن و احادیث
در قرآن کریم کلمهٔ وقف نیامده است، ولی عناوینی همچون صدقه، خیر، برّ، انفاق، احسان در قرآن آمده است، و هر یک از این عناوین بر وقف صدق می‌کند، زیرا وقف، هم صدقه است و هم برّ و نیکی است ولی در عین حال عنوانی خاص برای وقف است، یعنی بین وقف و بین این عناوین عام و خاص مطلق است و وقف عنوانی خاص می‌باشد.
در اکثر قریب به اتفاق احادیث نیز لفظ وقف به کار برده نشده است اما برای تشویق مردم به آن روایات و حدیث‌های متعددی موجود است و ثواب‌های فراوانی برای کسانی که به انجام آن همت بگمارند وعده داده شده است. یکی از این احادیث حدیث «صدقهٔ جاریه» است که در جواهر آمده: در مسالک است و از تذکره نیز حکایت شده و در مهذب‌البارع و تنقیح هم آمده که علماء فرموده‌اند: مراد از صدقه جاریه همان وقف است.

## وقف و اوقاف در ایران

### پیشینه در ایران باستان
طبق قوانین قضایی ساسانیان دارایی‌های جهت استفاده در امور خاص توسط بانی قابل تخصیص بوده است. این دارایی‌ها توسط اولاد و اعقاب بانی قابل تغییر کاربری یا انتقال به غیر نبوده است. دارایی‌های مذکور توسط بنیادهای نیکوکاری به منظور رستگاری روان بنیاد شده و درآمدهای حاصل از آن صرف کمک به تنگ‌دستان و احداث تأسیسات عام‌المنفعه می‌شد. همین بنیادها بعدها الگویی برای وقف اسلامی شدند.

### پیشینه در زمان پهلوی
محمد باهری معتقد است اصلاحات ارضی بر ضد زمین های وقفی و درآمد روحانیون از این زمین ها بوده است.

### در زمان جمهوری اسلامی
سازمان اوقاف متهم به زمین خواری های گسترده تحت نام وقف در ایران است، به طور مثال تصرف و تخریب جنگل‌های هیرکانی یکی از این نمونه ها در کنار روستا خواری از طریق سند سازی و رشوه می باشد. این اقدامات و اقداماتی نظیر همکاری با زمین خواران بزرگ در قبال دریافت درصد باعث شده که برخی از نمایندگان مجلس از جمله رئیس وقت کمیسیون اصل نود مجلس، سازمان اوقاف را بزرگترین زمین خوار کشور که به هیچ جا پاسخگو نیست بنامد.
وقف در قانون اساسی جمهوری اسلامی و بنابر ماده ۵۵ قانون مدنی اینطور تعریف شده است:

«وقف عبارت است از این‌که عین مال حبس و منافع آن تسبیل شود.»
برای انعقاد وقف به‌جز «شرایط اساسی صحت قراردادها» شرایط خاصی ضروری است که عبارت‌اند از:
1. حبس عین: واقف (وقف دهنده) در مدت وقف، حق هیچ‌گونه دخل و تصرفی در عین موقوفه ندارد. یعنی واقف حق ندارد که مال موقوفه را بفروشد یا این‌که هرگونه نقل و انتقال حقوقی نسبت به مال موقوفه انجام دهد یا تصرفی در مال موقوفه بکند که منافی وقف باشد.
2. تسبیل منفعت: وقف در صورتی صحیح است که منظور واقف از وقف حبس عین به منظور قرب الهی و فی سبیل الله باشد.
3. قابلیت بقای عین: «فقط وقف مالی جایز است که با بقای عین بتوان از آن منتفع شد...» (ماده ۵۸ قانون مدنی) بنابراین وقف مالی که در صورت استفاده از آن مال، قابلیت بقا ندارد باطل است؛ به‌عنوان مثال خوراکی‌ها را نمی‌توان وقف نمود.
4. قبض عین: وقف از عقود تشریفاتی است، بنابراین وقف زمانی تحقق پیدا می‌کند که واقف عین موقوفه را در اختیار موقوف علیه (کسی که وقف به نفع اوست) یا موقوف علیهم قرار دهد و عین موقوفه به قبض موقوف علیه یا موقوف علیهم درآید.